# Stepdad
Stepdad (englisch für „Stiefvater“) ist ein Lied des US-amerikanischen Rappers Eminem, das auf dem Album Music to Be Murdered By enthalten ist und unangekündigt am 17. Januar 2020 erschien.

## Inhalt
Der Inhalt von Stepdad dreht sich um ein Kind, das von seinem Stiefvater körperlich und emotional misshandelt wird. Das Kind sah im Alter von sechs Schläge des Stiefvaters gegenüber seiner Mutter. Es befürchtet eine Psychose bei sich. Als der Hund auf den Teppich pinkelt, tritt der Stiefvater brutal auf ihn ein, sodass dieser eingeschläfert werden muss.
Die zweite Strophe behandelt vermehrt das Verhalten des Stiefvaters. Das Kind sei, trotz seines ruhigen Erscheinungsbilds, eine tickende Zeitbombe, bedingt durch die Misshandlung. Es fantasiert von der Ermordung seines Stiefvaters, zum Beispiel durch Vergiftung mit Blausäure.
In der letzten Strophe ist das Kind bereits in der fünften Klasse. Es sei bereits das mutigste Kind und habe daher „größere Fische“ zu braten. An Weihnachten schmiedet es einen Plan, um seinen Stiefvater zu töten. Als dieser das Kind mit Absicht tritt, schreit es nach seiner Mutter. Das Kind rennt in sein Zimmer, in dem es mit einem Baseballschläger aus Aluminium wartet. Damit schlägt es letztendlich auf den Kopf seines Stiefvaters ein. Mit seinen Fäusten schlägt es weiter auf ihn ein, bis er stirbt. Letztendlich begräbt das Kind seinen Stiefvater neben seinem Hund im Garten.

## Produktion
Das Lied wurde von The Alchemist, Eminem und Luis Resto produziert.

## Chartplatzierungen
| ChartsChartplatzierungen       | Höchstplatzierung | Wochen |
| ------------------------------ | ----------------- | ------ |
| Vereinigte Staaten (Billboard) | 93 (1 Wo.)        | 1      |